# Leendert van der Meulen
Leendert van der Meulen (ur. 22 listopada 1937 w Badhoevedorp zm. 2 września 2015 w Voorhout) – holenderski kolarz torowy i szosowy, złoty medalista torowych mistrzostw świata.

## Kariera
Największy sukces w karierze Leendert van der Meulen osiągnął w 1961 roku, kiedy zdobył złoty medal w wyścigu ze startu zatrzymanego amatorów podczas torowych mistrzostw świata w Zurychu. W zawodach tych bezpośrednio wyprzedził dwóch reprezentantów NRD: Siegfrieda Wustrowa oraz Georga Stoltze. Dwukrotnie zdobywał medale torowych mistrzostw kraju, w tym złoty w swej koronnej konkurencji w 1960 roku. Startował również w wyścigach szosowych, jednak bez większych sukcesów. Nigdy nie brał udziału w igrzyskach olimpijskich.